# Ludwig Schudt
Ludwig Schudt (* 9. August 1893 in Friedberg/Hessen; † 12. August 1961 in Wiesbaden) war ein deutscher Kunsthistoriker und Bibliothekar.

## Leben und Wirken
Nach seiner Reifeprüfung 1912 in Friedberg/Hessen studierte Ludwig Schudt Kunstgeschichte, Archäologie und Mittelalterliche Geschichte, vor allem an der Universität Berlin. Nach dem Kriegsdienst während des Ersten Weltkriegs begann er seine berufliche Tätigkeit 1920 als Assistent von Ernst Steinmann, dem Gründungsdirektor der Bibliotheca Hertziana, in Rom. 1922 promovierte er im Fach Kunstgeschichte an der Universität Berlin. Ab 1926 leitete er die Bibliotheca Hertziana. Von 1950 bis 1953 war er vorübergehend als Bibliothekar an der Bibliothek des Germanischen Nationalmuseums in Nürnberg beschäftigt, bevor er dann wieder an seine Tätigkeit in Rom zurückkehrte. Schudt hat sich als Kunsthistoriker durch zahlreiche Veröffentlichungen einen Namen gemacht. Sein Interesse galt insbesondere den historischen Reiseführern mit Bezug zu Italien.
Das Bundesverdienstkreuz 1. Klasse wurde ihm 1960 verliehen.

## Schriften
- Die Florentiner Ausstellung der Malerei des 17. und 18. Jahrhunderts. In: Der Cicerone, Bd. 14 (1922), S. 464–470.
- Giulio Mancini Viaggio per Roma (= Römische Forschungen der Bibliotheca Hertziana, Bd. 4). Klinkhardt & Biermann, Leipzig 1923 (Dissertation Universität Berlin).
- Die Kunstliteratur Italiens der Jahre 1925 und 1926. In: Kunstwissenschaftliches Jahrbuch der Görresgesellschaft, Bd. 1 (1928), S. 120–137.
- Zwei wenig bekannte römische Stadtführer. In: Kunstwissenschaftliches Jahrbuch der Görresgesellschaft, Bd. 1 (1928), S. 95–101.
- Le guide di Roma. Materialien zu einer Geschichte der römischen Topographie / unter Benützung des handschriftlichen Nachlasses von Oskar Pollak (= Quellenschriften zur Geschichte der Barockkunstin Rom, Bd. 2). Filser, Wien 1930
- Das „Itinerarium Italiae“ des Franciscus Schottus. In: Adolph Goldschmidt zu seinem siebenzigsten Geburtstag am 15. Januar 1933. Würfel, Berlin 1935, S. 144–152.
- Caravaggio. Schroll, Wien 1942.
- Berninis Schaffensweise und Kunstanschauungen nach den Aufzeichnungen des Herrn von Chantelou. In: Zeitschrift für Kunstgeschichte, Bd. 12 (1949), S. 74–89.
- (mit Ludwig Mathar): Italienfahrt. Ein Führer durch Italien, Geschichte, Landschaft, Städte und durch Rom. Paulinus-Verlag, Trier 1950.
- (Hrsg.): Werner Weisbach / Geist und Gewalt. Schroll, Wien 1956.
- (Hrsg.): Werner Weisbach / Stilbegriffe und Stilphänomene. Vier Aufsätze. Schroll, Wien 1957.
- Die älteren Reiseführer durch Italien. In: Börsenblatt für den deutschen Buchhandel, Bd. 14 (1958), S. 1277–1288.
- Italienreisen im 17. und 18. Jahrhundert (= Römische Forschungen der Bibliotheca Hertziana, Bd. 15). Schroll, Wien 1959.